# Simulium cristatum
Simulium cristatum är en tvåvingeart som beskrevs av John Smart och Clifford 1965. Simulium cristatum ingår i släktet Simulium och familjen knott. Inga underarter finns listade i Catalogue of Life.